# Médaille du couronnement d'Édouard VII
La Médaille du couronnement d'Édouard VII (en anglais Edward VII Coronation Medal) était une distinction civile britannique, créée en 1902 pour commémorer le couronnement du roi Édouard VII.
La médaille en argent a été décernée aux membres de la famille royale, aux dignitaires étrangers, aux officiels du gouvernement et aux officiers de service impliqués dans le défilé du couronnement. Certains sous-officiers et soldats de rang inférieur qui ont aussi participé à la parade ont reçu la médaille de bronze.
La médaille a uniquement récompensé les participants du couronnement, ou du défilé.

## Description
La médaille :
- À l'endroit : effigie du roi Édouard VII et sa femme la reine Alexandra
- À l'envers : la date de la cérémonie (26 juin 1902) au-dessus des initiales royales

Le ruban :
- version militaire : bleu foncé avec une rayure centrale rouge et les extrémités blanches
- version civile : bleu foncé avec les extrémités rouges et une fine rayure blanche au centre
- version de la police : rouge avec une rayure bleue au centre

## Récipiendaires
Le nombre de médailles distribuées est inconnu, mais il a été décerné 138 médailles de bronze et 8 médailles d'argent aux Australiens.